# Baseball ai Giochi dell'Estremo Oriente
Il torneo di Baseball ai Giochi dell'Estremo Oriente, è stata la manifestazione più importante in Asia prima della Seconda Guerra mondiale.

## Albo d'oro
| Anno | Sede     |           |                    |                    |
| Anno | Sede     | Oro       | Argento            | Bronzo             |
| 1913 | Manila   | Giappone  | Filippine          | -                  |
| 1915 | Shanghai | Filippine | Repubblica di Cina | -                  |
| 1917 | Tokyo    | Giappone  | Filippine          | -                  |
| 1919 | Manila   | Filippine | -                  | -                  |
| 1921 | Shanghai | Filippine | Giappone           | Repubblica di Cina |
| 1923 | Osaka    | Filippine | Giappone           | Repubblica di Cina |
| 1925 | Manila   | Filippine | Giappone           | Repubblica di Cina |
| 1927 | Shanghai | Giappone  | Repubblica di Cina | Filippine          |
| 1930 | Tokyo    | Giappone  | Cina               | Filippine          |
| 1934 | Manila   | Filippine | Giappone           | Cina               |